# Poneropsis lugubris
Poneropsis lugubris är en myrart som beskrevs av Oswald Heer 1867. Poneropsis lugubris ingår i släktet Poneropsis och familjen myror.

## Underarter
Arten delas in i följande underarter:
- P. l. lugubris
- P. l. minor